# Happy Place
A Happy Place Okui Maszami harmincegyedik kislemeze, mely 2002. augusztus 22-én jelent meg a King Records kiadó által.

## Információ
- A kislemez bukás lett, ugyanis a heti japán kislemez-eladási listán csak a nyolcvanhatodik helyet érte el. Valószínűsíthetően ennek az az oka, hogy nem került fel a kislemezre a dalok karaoke változatai, ellenben helyet kapott egy régebbi dal élő változata.

## Dalok listája
1. Happy Place 4:14
2. Iivake (いいわけ?) 4:42
3. Devotion from Live Devotion 7:41